# James Odwori
James Odwori (ur. 23 października 1951 w Kenii) – ugandyjski bokser wagi papierowej, uczestnik Letnich Igrzysk Olimpijskich 1972, medalista igrzysk Brytyjskiej Wspólnoty Narodów.
W 1970 roku zdobył złoty medal Igrzysk Brytyjskiej Wspólnoty Narodów w wadze papierowej.
W 1972 roku wystąpił na igrzyskach olimpijskich. 28 sierpnia, zmierzył się w pierwszej fazie zawodów z Filipińczykiem, Vicente Arsenalem, z którym wygrał przez RSC (druga runda, 50. sekunda). Tydzień później stoczył kolejny pojedynek z Egipcjaninem, Saidem Ahmedem El-Ashrym, którego pokonał przez RSC (druga runda, 2. minuta i 16. sekunda). 7 września, w walce ćwierćfinałowej został znokautowany przez Koreańczyka, Kim U-gila (druga runda, 2. minuta i 26. sekunda). W łącznej klasyfikacji zajął piąte miejsce (ex aequo z kilkoma innymi zawodnikami).
Wystąpił na rozgrywanych w Lagos igrzyskach afrykańskich, gdzie zdobył złoty medal.
W 1974 roku zdobył srebrny medal w wadze papierowej podczas Igrzysk Brytyjskiej Wspólnoty Narodów.